# Wannabe (canção)
"Wannabe" é uma canção do grupo feminino britânico Spice Girls, contida em seu álbum de estreia Spice (1996). Foi composta pelas próprias integrantes em conjunto com Matt Rowe e Richard Stannard, sendo produzida por estes últimos. Em 1994, depois de colocarem um anúncio no jornal The Stage, Bob e Chris Herbert, com a ajuda do financiador Chris Murphy, selecionaram um grupo de cinco jovens garotas: Victoria Adams, Melanie Brown, Melanie Chisholm, Geri Halliwell e Michelle Stephenson; esta última veio a ser substituída por Emma Bunton. Após fazerem uma apresentação na frente de compositores, produtores e profissionais de artistas e repertórios, o conjunto entrou em estúdio com Rowe e Stannard, com os quais gravaram e compuseram "Wannabe" em menos de uma hora nos Olympic Studios em Londres. A versão inicial da faixa foi descrita como "medíocre" por executivos da Virgin Records, e foi mixada por Dave Way; entretanto, o grupo não satisfez-se com a nova edição e enviou a composição para Mike "Spike" Stent, que mixou-a novamente em seis horas.
Antes de lançarem a canção em 26 de junho de 1996 como seu primeiro single, as Spice Girls foram altamente divulgadas através de jornais e revistas do Reino Unido; a Virgin preparou a promoção cuidadosamente, pois o formato de grupo feminino ainda não havia sido testado pela editora. Após a estreia de seu vídeo musical no canal britânico The Box, a faixa começou a ser tocada intensamente em rádios britânicas e a banda começou a ganhar interesse da mídia. Em termos musicais, "Wannabe" é uma canção dance-pop que incorpora elementos do hip hop e do rap. Descrita como a canção assinatura do conjunto, a obra possui um metrônomo de 110 batidas por minuto, sendo "energizada" por teclados e um riff sintetizado e altamente sincopado. Suas letras abordam o valor da amizade feminina no vínculo heterossexual e tornaram-se um símbolo icônico da capacitação feminina.
Críticos musicais analisaram a faixa de forma geralmente mista, elogiando seu conteúdo lírico mas tendo reações mistas em relação à sua produção e sua melodia. Apesar das avaliações mistas, o tema acabou vencendo as condecorações de Melhor Single Britânico Composto e Melhor Single nos Ivor Novello Awards e Brit Awards de 1997, respectivamente. Em termos comerciais, "Wannabe" obteve um desempenho bastante positivo, listando-se como a mais executada em 20 países até o final de 1996 — um número que aumentou para 37 territórios no ano seguinte —, como Austrália, Bélgica, Dinamarca, Escócia, Irlanda, Noruega e Suécia e no Reino Unido, onde permaneceu por sete semanas. Nos Estados Unidos, liderou a Billboard Hot 100 por quatro semanas consecutivas e tornou-se o 10.º tema mais bem sucedido do ano na parada. Mundialmente, comercializou mais de sete milhões de unidades, sendo o single mais vendido por um grupo feminino.
O vídeo musical correspondente foi dirigido por Jhoan Camitz e filmado em abril de 1996 no Midland Grand Hotel, situado em Londres. Originalmente previsto para ser gravado em um exótico edifício localizado em Barcelona, o trabalho foi filmado em duas tomadas e retrata o grupo cantando, dançando e fazendo travessuras em uma excêntrica festa boêmia. Transmitido frequentemente nos canais The Box — onde foi o mais transmitido por 13 semanas — e MTV, o projeto foi indicado para Melhor Vídeo Britânico nos Brit Awards de 1997 e venceu o prêmio de Melhor Coreografia nos MTV Video Music Awards do mesmo ano. Para a divulgação de "Wannabe", a banda apresentou-a em programas televisivos e premiações como Saturday Night Live e Irish Music Awards, respectivamente, bem como na na cerimônia de encerramento dos Jogos Olímpicos de Verão de 2012, vindo a incluí-la no repertório de todas as suas turnês e concertos residenciais. Além disso, o número foi regravado por uma série de artistas e incluso em produções televisivas e cinematográficas.

## Antecedentes e desenvolvimento
Mais do que tudo, elas simplesmente me fizeram rir. Eu não podia acreditar que havia entrado nessa situação. Você não se importava se elas estavam no ritmo dos passos de dança ou se um delas estava acima do peso ou não era tão boa quanto as outras. Foi algo mais. Aquilo apenas conseguiu nos fazer sentirmos felizes. Como grandes canções pop.

—Stannard comentando seus sentimentos após ouvir a apresentação do grupo no Nomis Studios.
Em março de 1994, com a ajuda do financiador Chic Murphy, Bob e Chris Herbert, que estavam trabalhando na empresa Heart Management, colocaram o seguinte anúncio no jornal The Stage: "Você é esperta, extrovertida, ambiciosa e capaz de cantar e dançar?". Depois de receber centenas de respostas, a empresa selecionou um grupo de cinco jovens garotas, formado por Victoria Adams, Melanie Brown, Melanie Chisholm, Geri Halliwell e Michelle Stephenson. O conjunto mudou-se para uma casa em Maidenhead e recebeu o nome provisório de Touch. Stephenson foi eventualmente substituída por Emma Bunton pois não conseguia unir-se às outras componentes. Em novembro daquele ano, a banda — que trocou o nome para Spice —, sugeriu aos seus empresários que organizassem uma apresentação na frente de compositores, produtores e profissionais de artistas e repertórios da indústria musical nos Nomis Studios em Shepherd's Bush, Londres. O produtor Richard Stannard, que estava no estúdio para uma reunião com Jason Donovan, foi para a apresentação depois de ouvir a voz de Brown ecoar no corredor.
Stannard permaneceu no local após a apresentação para conversar com o grupo. Ele comentou com Matt Rowe, seu parceiro de composição, que havia encontrado "o grupo pop dos seus sonhos". Chris Herbert reservou a primeira sessão de composição profissional do conjunto com Stannard e Rowe no Strongroom em Curtain Road, Londres, em janeiro de 1995. Este último lembrou ter tido sensações semelhantes às do primeiro: "Eu as amei imediatamente. [...] Elas não eram como ninguém que eu havia encontrado anteriormente". A sessão foi produtiva; Stannard e Rowe discutiram o processo de composição com as jovens, e falaram sobre o que elas queriam fazer na canção. Em sua autobiografia, Brown escreveu que o duo entendeu imediatamente seu ponto de vista, bem como o de suas companheiras, e souberam como incorporar "o espírito de cinco garotas barulhentas em boa música pop".
A primeira canção composta pelas Spice Girls com Stannard e Rowe chamava-se "Feed Your Love"; uma faixa lenta e sentimental, a obra chegou a ser gravada, masterizada e selecionada para o álbum de estreia do grupo, mas foi descartada por ter sido considerada "muito rude" para seu público-alvo. Em seguida, o conjunto propôs escrever uma música com um ritmo acelerado. Rowe fez um loop em sua caixa de ritmos MPC3000. Seu ritmo rápido fez Stannard lembrar-se da cena na qual John Travolta e Olivia Newton-John cantam "You're the One That I Want" no filme Grease (1978). Em entrevista para o The Daily Telegraph, Stannard comentou que o único conceito pré-planejado para a faixa foi o de que ela deveria representar a essência do que as jovens eram. A banda acrescentou suas próprias contribuições para o tema. Rowe lembrou:
| “ | Elas criaram todas essas partes diferentes, sem pensar em termos de verso, refrão, ponte ou o que iria acontecer, apenas criamos todas as seções de cantos, rap e vocais, que gravamos desordenadamente. E então nós simplesmente juntamos tudo. Foi mais ou menos como trabalhávamos nos remixes dance que fazíamos antes. Uma espécie de método 'recortar e colar'. | ” |

"Wannabe" foi composta em 30 minutos — principalmente devido ao fato de que o grupo havia escrito partes da canção antecipadamente —, no que foi descrito por Brown como uma "súbita agitação criativa". Durante a sessão de composição, ela e Bunton conceberam a ideia de incluir um rap perto do fim da canção. Nesse ponto, o grupo estava muito motivado, e incorporou a palavra "zigazig-ha" nas letras. Chisholm disse à revista Billboard: "Sabe quando você está em um grupo, ri e inventa palavras bobas? Bem, nós estávamos rindo e fizemos essa palavra sem sentido, 'zigazig-ha'. Estávamos no estúdio, e tudo isso veio junto com a música".

## Gravação e composição

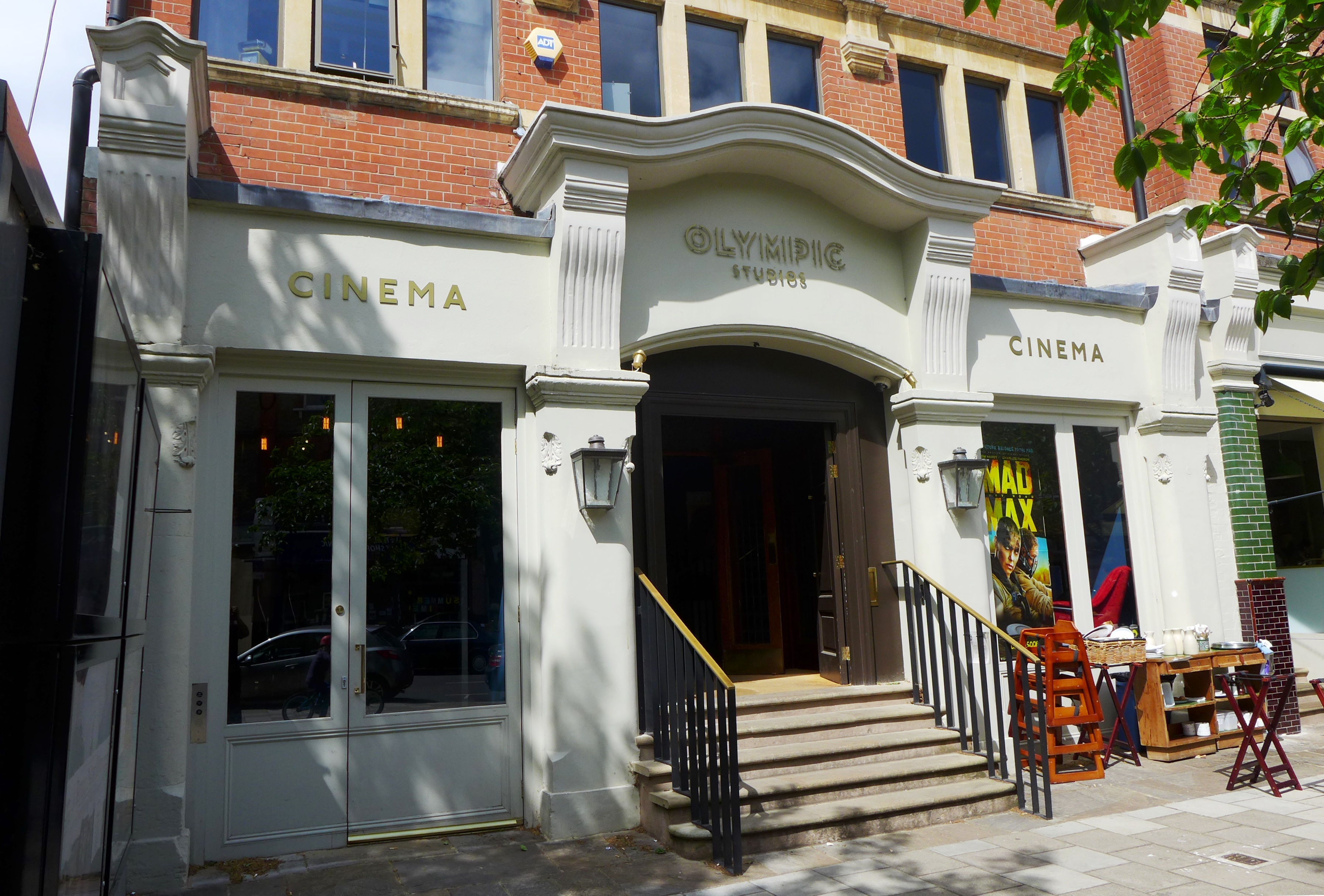
"Wannabe" foi gravado nos Olympic Studios, em Londres, assim como todo o disco Spice.

Enquanto diversas canções no disco Spice precisaram de dois ou três dias para serem gravadas, "Wannabe" foi gravada em menos de uma hora. As partes solo foram dividas entre Brown, Bunton, Chisholm e Halliwell. Adams perdeu grande parte das sessões de composição e comunicou-se com as outras integrantes através de um celular. Em sua autobiografia, ela disse: "Eu simplesmente não suportei não estar lá. Porque tudo o que elas disseram sobre isso era que não era tão importante, mas importou. Dizer 'Sim, gosto disso' ou 'Não tenho certeza sobre isso' ao telefone não é a mesma coisa [de dizer estando presente]". Ela contribuiu com vocais de apoio e cantou durante o refrão". Rowe ficou acordado a noite inteira trabalhando na faixa, e finalizou-a na manhã do dia seguinte. A única adição tardia foi o som dos passos de Brown enquanto ela corria até o microfone. Em março de 1995, o grupo saiu da Heart Management insatisfeitas com a falta de disponibilidade da empresa em ouvir suas visões e ideias. As jovens então encontraram-se com o empresário artístico Simon Fuller, que contratou-as para a 19 Entertainment. Elas consideraram uma variedade de gravadoras, vindo a fechar um acordo com a Virgin Records em julho.
A mixagem original de "Wannabe" foi definida como "medíocre" pelos executivos da gravadora. Ashley Newton, que estava no comando do departamento de artistas e repertórios da editora, enviou a canção para o produtor estadunidense Dave Way, para que ele a re-mixasse; todavia, o produto final não satisfez o grupo. Conforme descrito posteriormente por Halliwell, "o resultado estava muito ruim". Em sua segunda biografia, Just for the Record, ela elaborou o seguinte: "Bem no começo das Spice Girls [...] Ashley Newton tentou nos transformar em um grupo R&B. Ele enviou 'Wannabe' para os EUA, para ser remixada por alguns dos meahores produtores de R&B. Ele nos trouxe versões jingle e misturas hip hop, e eu odiei todas elas. Embora Mel B[rown] fosse uma grande fã do R&B, ela concordou comigo que aquelas versões não dariam certo, então nós aplicamos nosso veto Spice!". Fuller entregou a composição para o engenheiro de som Mike "Spike" Stent, que a definiu como uma "música pop esquisita". Stent a re-mixou em seis horas, no que ele descreveu como "apertar" e "fazer os vocais soarem [de forma] realmente boa". A música foi gravada em 1995 nos Olympic Studios, em Londres, com a produção de Rowe e Stannard. Além de terem participado da elaboração lírica da faixa juntamente com o grupo, Rowe e Stannard responsabilizaram-se pela programação e pelos teclados da canção. Stent encarregou-se da mixagem, enquanto a engenharia de áudio foi feita por Adrian Bushby, com a assistência de Patrick McGovern.
Descrita como a canção assinatura da banda, "Wannabe" é uma faixa derivada do dance-pop que incorpora elementos do hip hop e do rap. A música é construída na forma de verso-pré-refrão-refrão, com uma ponte rimada antes do terceiro e último refrão. Musicalmente, é "energizada" por teclados e um riff sintetizado e altamente sincopado, com letras e ritmo repetitivos sendo destacados durante a ponte. O número apresenta uma versão diferente das tradicionais canções amorosas pop cantadas por mulheres; seu estilo energético e auto afirmativo expressa uma independência confiante que não é presente na figura masculina. "Wannabe" começa com o som da risada de Brown, seguido por "notas de piano não deslocáveis". Sobre estas notas, as primeiras linhas do pré-refrão são interpretadas com vocais falados e quase gritados em uma interação de chamada e resposta entre Brown e Halliwell. As palavras "dizer", "realmente" e "eu quero" são repetidas, de forma que o tom vocal e as letras construam uma imagem de uma mulher auto afirmativa. O pré-refrão termina com a palavra "zigazig-ha", um eufemismo para o desejo feminino, o qual é ambiguamente sexualizado ou amplamente econômico. Segue-se a primeira estrofe, que é interpretada por Chisholm, Bunton, Brown e Halliwell, nesta ordem. Durante esse trecho, as letras apresentam um sentido pragmático de controle da situação; "Se quiser meu futuro, esqueça meu passado", as quais, segundo a musicóloga Sheila Whiteley, referem-se diretamente às emoções do público infanto-juvenil.
Durante o refrão, as linhas; "Se quiser ser meu namorado / Você tem que estar com os meus amigos" abordam o valor da amizade feminina no vínculo heterossexual — as quais tornaram-se um símbolo icônico da capacitação feminina e fizeram "Wannabe" a canção mais emblemática da filosofia de poder feminino elaborada pela banda —, enquanto o grupo ascendente de acordes e o número de vozes criam um senso de poder que contribuem ao nível de emoção da faixa. O mesmo padrão ocorre na segunda estrofe, levando ao segundo refrão. Perto do fim da música, Brown rima a ponte, que serve como uma apresentação às personalidades de cada uma das integrantes. O grupo repete o refrão pela última vez, finalizando a obra com as linhas energéticas; "Balance seu corpo até o chão e gire-o ao seu redor" e a palavra "zigazig-ha". De acordo com a partitura publicada no Musicnotes.com pelas empresas Polygram Music Publishing e EMI Music Publishing, "Wannabe" é composta no tom de si maior, sendo definida na assinatura de tempo comum e desenvolvendo-se em um metrônomo de 110 batidas por minuto. O tema utiliza a sequência básica formada por si, ré, mi, lá e lá ♯ como sua progressão harmônica durante o pré-refrão, o refrão e a ponte; esta sequência é constituída pelas notas fá ♯, sol ♯ maior, mi e si nos versos.

## Lançamento e promoção
'Wannabe' seria um sucesso ou um fracasso, amor ou ódio. Faria parte de tudo ou de nada. Bem, nós sentimos que, se ninguém gostasse dela, nós teríamos outras músicas conosco, mas era essa [canção] que queríamos lançar.

—Halliwell falando sobre o lançamento de "Wannabe".
Depois de contratar a banda, a Virgin Records lançou uma grande campanha para a canção de estreia delas, com o intuito de promover suas integrantes como novas artistas de alto nível. Houve um período de indecisão sobre qual composição serviria como o primeiro single; a gravadora queria que a divulgação desse certo e preparou-a cuidadosamente, uma vez que o formato de grupo feminino ainda não havia sido testado pela editora. Liderado por Brown e Halliwell, o conjunto fez questão de lançar "Wannabe" como sua primeira faixa de trabalho, sentido que ela servia como uma introdução às suas personalidades, bem como para a declaração do poder feminino; de acordo com Chisholm, "assim que gravamos ['Wannabe'], sabíamos que queríamos que fosse o nosso primeiro single". Os executivos da Virgin, contudo, acreditaram que "Say You'll Be There" deveria ser distribuída primeiro, considerando-a como uma faixa "mais legal". "Love Thing" também chegou a ser cogitada como single inicial. No início de 1996, o impasse entre a banda e a editora em relação ao lançamento da canção foi temporariamente resolvido. Em março daquele ano, Fuller anunciou que havia concordado com a gravadora em não comercializar "Wannabe" como a faixa de trabalho inicial. A Virgin queria uma música que apelasse para o mercado mainstream, e nada que fosse considerado "muito radical". Halliwell chocou-se e ficou furiosa; de acordo com sua biografia, ela disse ao empresário: "[Isso] não é algo negociável para nós, tanto que estamos preocupadas. 'Wannabe' será o nosso primeiro single". Fuller e os executivos da Virgin aceitaram a proposta, e a canção foi lançada como a primeira faixa de trabalho do grupo.
A ajuda para a estreia do grupo foi o lançamento do vídeo musical da canção em maio de 1996. Seu sucesso rápido no canal televisivo britânico The Box atraiu interesse da mídia em relação à banda, apesar de a ideia de grupo feminino ter sofrido resistência inicial. No mesmo mês, as primeiras entrevistas das Spice Girls com a imprensa musical apareceram nas revistas Music Week, Top of the Pops e Smash Hits, e a primeira aparição ao vivo do conjunto foi transmitida no programa da LWT Suprise Suprise. Um mês após o lançamento do vídeo, "Wannabe" começou a ser tocada constantemente nas principais rádios do Reino Unido, ao passo em que o grupo começou a aparecer na televisão — principalmente em programas infantis como Live & Kicking — e fazer entrevistas e sessões de fotos para revistas voltadas para o público adolescente. O seguinte anúncio de página inteira foi colocado na edição de julho da Smash Hits: "Procurado: Alguém com senso de diversão, liberdade e aventura. Aguente firme, esteja pronto! O poder feminino está chegando até você". As integrantes participaram do programa This Morning with Richard and Judy, e apresentaram-se pela primeira vez em um concerto feito em Birmingham, promovido pela BBC Radio 1.
"Wannabe" foi lançado pela primeira vez no Japão em 26 de junho de 1996 como um maxi single. Em terras britânicas, foi liberado em 8 de julho de 1996 pelas gravadoras Virgin e EMI, em duas versões diferentes. A primeira, lançada em dois formatos — um CD single padrão e uma fita cassete — incluiu a edição radiofônica da canção, o Motiv 8 Vocal Slam Remix e o lado B "Bumper to Bumper". A segunda edição, lançada em maxi single, apresentou a edição de rádio, o instrumental, o remix supracitado e o Dave Way Alternative Mix. Esta vertente veio acompanhada de uma incrustação de cartão dobrável e uma caixa com adesivos. Durante as semanas após o lançamento de "Wannabe" no Reino Unido, o grupo começou a fazer visitas promocionais no exterior. As integrantes fizeram três viagens ao Japão, bem como visitas rápidas para a  Alemanha e Países Baixos. Em uma viagem ao Extremo Oriente, elas visitaram  Hong Kong, Tailândia e Coreia do Sul. Em janeiro de 1997, a banda viajou para a América do Norte, onde fizeram uma campanha promocional descrita como "absolutamente massiva" por Phil Quartararo, presidente da Virgin Records America. Além disso, a Virgin convenceu 50 rádios a adicionarem a obra em seus catálogos, antes mesmo de seu lançamento na região, com a MTV colocando o vídeo musical em alta rotação.

## Recepção

### Crítica profissional

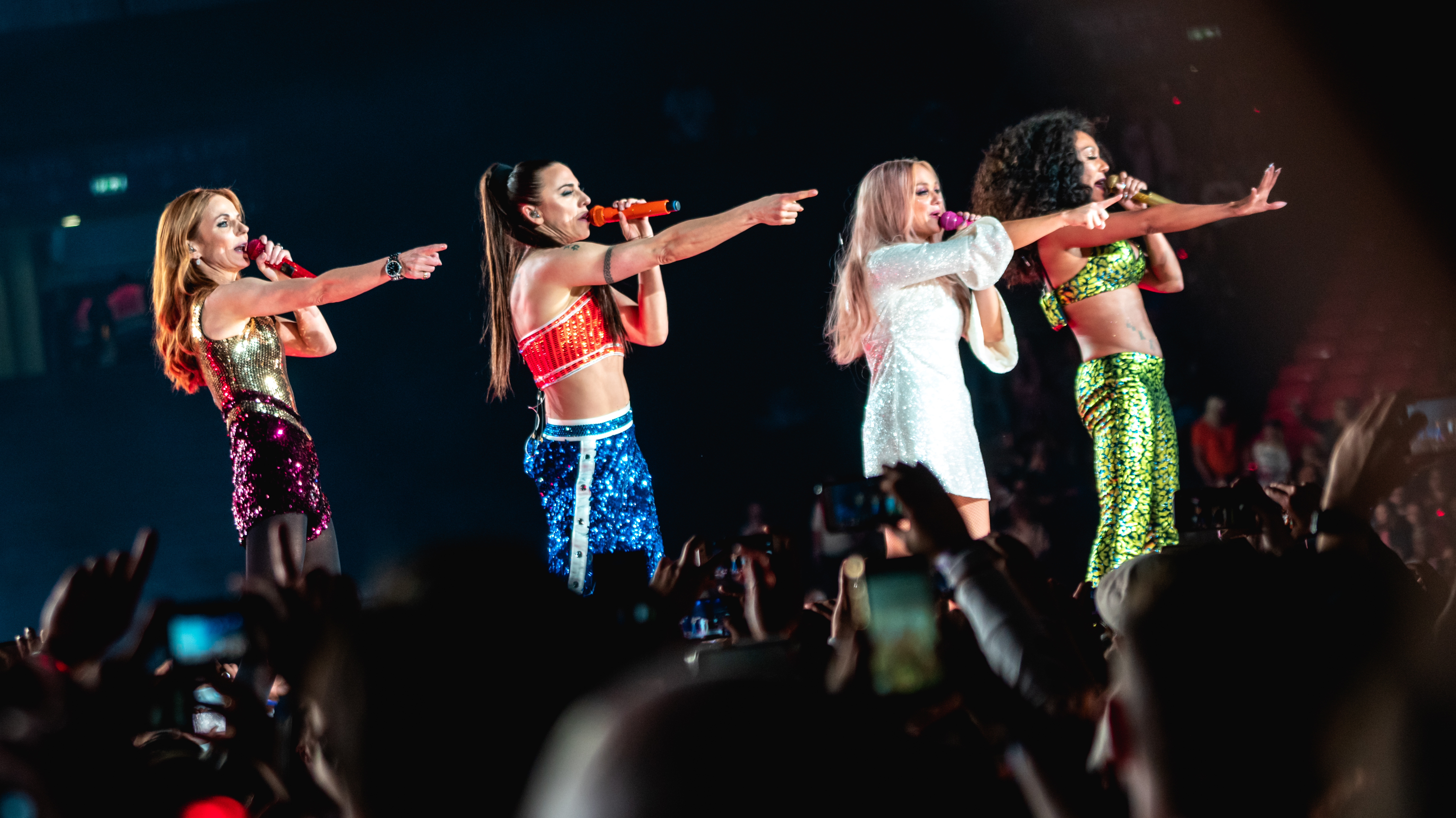
As Spice Girls cantando "Wannabe" na noite final de sua turnê Spice World – 2019 Tour no Estádio de Wembley, em Londres. Suas roupas eram recriações baseadas nos originais do videoclipe.

Paul Gorman, da revista Music Week, concedeu uma análise positiva para "Wannabe", descrevendo-a como um "single de estreia [com] leve [influência] R&B" e definindo o grupo como "inteligente, espirituoso, abrasivo e francamente divertido". Avaliando a faixa negativamente para a publicação Smash Hits, a banda pop britânica Deuce descreveu-a como "tépida", "horrível" e "não forte o suficiente para um single de estreia". Editora da Top of the Pops, a jornalista Kate Thornton comentou que a ideia de grupo feminino "não vai acontecer", adjetivando-a de muito ameaçadora. Escrevendo para o periódico britânico The Guardian, Caroline Sullivan avaliou a obra de forma positiva, definindo-a como uma combinação de "hip pop atraente e uma letra vagamente feminista"; ela também ficou surpresa que o grupo recebeu grandes ofertas de várias gravadoras, "considerando a fraqueza de 'Wannabe'". A revista NME deu uma crítica negativa para a canção, com Dele Fadele chamando o rap durante a ponte de "irritante" e adicionando: "Não é boa. Não é hábil. Mas é divertida".
Analisando o álbum Spice, Edna Gundersen, do USA Today, definiu "Wannabe" como uma "uma música melodiosa, mas descartável, que tipifica o chiclete azedo e a sensualidade fabricada deste álbum de estreia". Greg Kot, do Chicago Tribune, chamou-a de "insidiosamente irritante [que] está se transformando na 'Macarena' desse ano". Karla Peterson, do The San Diego Union-Tribune" disse que "'Wannabe' tem o 'ugh' escrito por completo", caracterizando-a de "implacavelmente grudenta e horrivelmente melodiosa". Anthony Violanti, do The Buffalo News, chamou-a de "irresistível". Sarah Rodman, escrevendo para o The Boston Globe, descreveu-a de "um single loucamente vigoroso". Stephanie Zacharek, do portal Salon, referiu-se à canção como um "sucesso dançante desconsoladamente audacioso". Melissa Ruggieri, do Richmond Times-Dispatch, comentou que "baseadas em seu single de estreia americano eficaz [...] as Spice Girls talvez esperem entregar mais desse pop energético em seu álbum de estreia", mas sentiu que "exceto 'Wannabe', as faixas dançantes do álbum são suaves [e] incompletas". Larry Flick, da Billboard, disse que "os fãs de grupos femininos mais ousados [...] possam achar esse single muito fofo", mas adicionou: "Todos com um amor por ganchos pop saborosos, positividade lírica e ritmos alegres ouvirão esse single pelos próximos meses".
Christina Kelly, da Rolling Stone, criticou a imagem do grupo, acrescentando que suas canções, incluindo "Wannabe", eram "uma mistura regada de hip hop e baladas pop de péssima qualidade, trazidas por um empresário com um conceito de marketing". Para Matt Diehl, da revista Entertainment Weekly, a faixa é "mais uma coleção de estilos musicais (desde refrões ao estilo do ABBA até hip hop inconvincente) do que uma canção de verdade". Sara Scriber, do Los Angeles Times, descreveu a música como uma "confecção de hip hop grudento de rimas descartas presentes nos álbuns de Neneh Cherry e Monie Love". Charles Aaron, da Spin, chamou-a de uma "rápida brochura de adolescentes dos anos 1980 [...] tão pretensiosa que derrete nas suas mãos, não na boca". Stephen Thomas Erlewine da AllMusic disse que "nenhuma das garotas tem grandes vozes, mas elas exalam personalidade e carisma, que é o que impulsiona o dance-pop como 'Wannabe', com seu ridículo gancho 'zig-a-zig-ahhh', em um puro pop de prazer e culpa". Dan Cairns do The Sunday Times, disse que a canção "deixa um gosto ruim na boca: [porque] o verdadeiro legado da Girl Power é, indiscutivelmente, uma indústria de roupas pré-adolescente vendendo tops e outras roupas mínimas para garotas jovens, mas acrescentou que "continua a ser os mesmos dois minutos e 53 segundos de perfeição pop já presente no disco". O site IGN, em resenha da coletânea do grupo lançada em 2009, disse que depois de dez anos, "ainda soa razoavelmente atual", enquanto Nick Levine da Digital Spy, disse que ainda permanece como um "cartão de visitas exuberante" ao catálogo do grupo.

### Reconhecimento
A NME nomeou "Wannabe" o pior single do ano nos NME Awards de 1997. Por outro lado, a canção ganhou o prêmio de Melhor Single nos Brit Awards do mesmo ano; ainda em 1997, nos Ivor Novello Awards, apresentado pela Academia Britânica de Compositores e Escritores, venceu os troféus de Sucesso Internacional do Ano e Melhor Single Britânico Composto. Na lista anual Pazz & Jop, conduzida pelo crítico Robert Christgau e publicada pelo The Village Voice, a obra foi posicionada na 15.ª colocação. Ao catalogar as 100 melhores músicas de grupos femininos de todos os tempos, a Billboard posicionou-o na quinta colocação. A mesma publicação a nomeou a melhor canção de 1997.

## Vídeo musical

### Desenvolvimento, lançamento e sinopse

Capturas em ecrã de três momentos do vídeo musical de "Wannabe". Nas imagens, as Spice Girls realizam travessuras em uma excêntrica festa boêmia no Midland Grand Hotel, em Londres.

O vídeo musical de "Wannabe" foi dirigido pelo sueco Jonas Åkerlund, sendo o primeiro de sua carreira. Camitz foi contratado por recomendação de Fuller devido ao seu trabalho em comerciais para Volkswagen, Diesel e Nike. Seu conceito original para o vídeo era filma-lo em plano-sequência, com imagens do grupo chegando a um exótico prédio em Barcelona, tomando o controle do local e causando um motim — da mesma forma que fizeram quando procuravam um empresário e uma gravadora. Poucos dias antes das filmagens, em 19 de abril de 1996, Camitz não conseguiu permissão para utilizar o local, e as gravações foram remanejadas para o Midland Grand Hotel, na Estação St Pancras, em Londres.
O vídeo mostra as Spice Girls correndo, cantando, dançando e criando travessuras em uma excêntrica festa boêmia. Como o vídeo era para ser filmado de uma só vez, o grupo ensaiou seus movimentos várias vezes durante a noite, enquanto um operador de Steadicam as seguiam. A versão final foi gravada em duas tomadas. Halliwell explicou: "Lembro-me [da gravação] do vídeo como sendo muito caótica e fria. Não era muito controlada — não queríamos que fosse. Queríamos que a câmera capturasse a loucura das Spice Girls. Eu estava com sapatos muito grandes e caí várias vezes. Eu o re-assisti recentemente e pensei que era algo de comédia, pra ser sincera. Todas as outras garotas me deram o prêmio de maior palhaça dele!. É o mais espontâneo dos nossos vídeos". Os executivos da Virgin ficaram, inicialmente, descontentes com o resultado final; Newtown lembrou que "as meninas estavam com muito frio, o que se manifestava de várias maneiras". Após seu lançamento, o produto foi proibido em algumas partes da Ásia por causa da forma visível que os mamilos de Brown estão expostos. Além disso, a iluminação foi considerada muito escura e sombria, as melhores tomadas mostravam as meninas batendo nos móveis e olhando para trás. A Virgin também estava preocupada que os canais de música considerassem falta de respeito o fato de idosos aparecerem no vídeo, a parte em que elas pulam na mesa e a roupa de dançarina de Halliwell. Imediatamente a gravadora abriu discussões sobre uma refilmagem da obra ou fazer uma versão alternativa exclusivamente para os Estados Unidos, mas o grupo recusou e o vídeo foi enviado para exibição experimental em sua forma original em janeiro de 1997.
A gravação inicia-se com as palavras "Spice Girls". Então, as integrantes são vistas correndo pela estrada do hotel e pulam em uníssono com Chisholm exclamando: "Vamos fazer isso, vamos fazer isso!". Um carro para e dele sai uma família de quatro pessoas, levando-as a cantar um verso de "Wannabe", enquanto Bunton pega o chapéu de um homem e o ajuda a tentar conseguir dinheiro da família. Sem esperança de tentar fazer alguma diferença, elas correm para o local. Ao entrarem correndo, Bunton e Brown jogam fora os papéis contendo os nomes de quem tem permissão para entrar, o que choca as pessoas que estão na entrada. Brown e Halliwell então cantam a primeira estrofe juntas enquanto todas as outras garotas avançam para dentro do hotel. Em seguida, Chisholm canta suas falas, seguidas por uma dança em grupo na escada. Bunton então canta sua fala, seguida pelos versos de Chisholm e Halliwell. As garotas entram em uma sala de jantar onde causam estragos e festejam com as pessoas, incluindo cenas de Chisholm dando um salto mortal para trás em uma mesa e Brown fazendo rap. Ao final do vídeo as meninas saem correndo do hotel e passam por policiais chamados para cuidar do problema que elas fizeram. Mas as cantoras passam correndo por eles e entram em um ônibus, enquanto ele se afasta, elas acenam e dizem "tchau". A gravação termina com o nome de todas as integrantes em vermelho sobre um fundo preto.

### Recepção
Quando o videoclipe foi exibido pela primeira vez na rede britânica de televisão a cabo The Box, ele foi solicitado com tanta frequência que em apenas duas horas alcançou o topo dos mais pedidos por telespectadores. Permaneceu em primeiro lugar por treze semanas até ser substituído pelo vídeo de "Say You'll Be There", o próximo lançamento das Spice Girls. Em seu auge, até 15% dos 250 mil pedidos telefônicos semanais para o The Box eram para "Wannabe", e foi ao ar até setenta vezes por semana, tornando-se o vídeo mais solicitado pela audiência na história do canal. Em 1997, nos MTV Video Music Awards realizado naquele ano, "Wannabe" ganhou o troféu de Melhor Vídeo de Dance, enquanto no Comet Media Awards foi laureado a Melhor Vídeo. Também foi indicado para Melhor Vídeo Britânico nos BRIT Awards e classificado em 41 entre os 100 Melhores Vídeos Pop de todos os tempos pelo Channel 4.
Em 2015, a Billboard listou o vídeo entre os dez mais icônicos de todos os tempos por grupos femininos, observando: "Elas eram basicamente desconhecidas do público dos EUA quando o vídeo do single de estreia 'Wannabe' — um passeio desenfreado e único pelas garotas, bagunçando alegremente uma festa chique no Reino Unido — estreou, mas ao final do clipe de quatro minutos, sabíamos absolutamente tudo o que precisávamos saber sobre as Spice Girls. Você tem as personalidades individuais de todas as cinco componentes, a união contagiante do grupo como um todo e, o mais importante, a sensação de que elas estavam vindo para explodir totalmente a música pop americana e bagunçar tudo que pensávamos que sabíamos". Para coincidir com o lançamento do Spice25 em 29 de outubro de 2021, o conjunto divulgou um vídeo com a letra de "Wannabe", ambientado no Midland Grand Hotel.

## Apresentações ao vivo

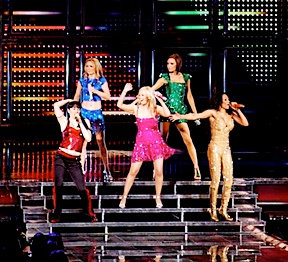
O grupo apresentando "Wannabe" no Air Canada Centre em Toronto, durante a turnê Return of the Spice Girls, 2007

As Spice Girls estavam no Japão quando "Wannabe" alcançou o primeiro lugar no Reino Unido. O grupo fez sua primeira aparição no Top of the Pops, em Tóquio, por link via satélite, onde usaram um templo local como pano de fundo para sua performance com uso de sincronia labial. Elas cantaram a música várias vezes no programa, incluindo no especial de Natal em 1996. Foi apresentada diversas vezes na televisão, tanto na Europa quanto nos Estados Unidos, incluindo An Audience with..., no Bravo Supershow, Sorpresa¡ Sorpresa!, Fully Booked, Live with Regis and Kelly, The Oprah Winfrey Show e Saturday Night Live. A apresentação nesse último citado, ocorrida em 12 de abril de 1997, foi apresentada no especial musical de 5 partes "SNL: 25 Years of Music", e foi a primeira vez que o grupo apresentou "Wannabe" com uma banda ao vivo — suas apresentações anteriores foram todas dubladas ou cantadas com uma faixa de apoio gravada.
O grupo apresentou o tema em cerimônias de premiação como o Smash Hits! Awards, o Irish Music Awards de 1996, o BRIT Awards de 1997, e o Channel V Music Awards de 1997 realizados em Nova Delhi, Índia, onde vestiram trajes indianos e subiram ao palco em auto-riquixás. Em outubro de 1997, "Wannabe" foi cantada como a última música do primeiro show do grupo na Abdi İpekçi Arena, em Istambul, Turquia. A apresentação foi transmitida pela Showtime em um evento pay-per-view intitulado Spice Girls in Concert Wild! e mais tarde foi incluído no filme-concerto, lançado em VHS e DVD, Spice Girls in Concert Wild!.
As Spice Girls cantaram a música em suas quatro turnês, a Spiceworld Tour, a Christmas in Spiceworld Tour, o Return of the Spice Girls Tour e a Spice World – 2019 Tour. Depois que um diagnóstico de câncer de mama levou Halliwell a deixar a equipe no final da etapa europeia da Spiceworld Tour, suas partes foram substituídas por Chisholm (refrão), Adams (versos) e Bunton (ponte). A apresentação no concerto final da turnê pode ser encontrada no filme-concerto Spice Girls Live at Wembley Stadium, filmado em Londres, em 20 de setembro de 1998. O grupo cantou a música em 12 de agosto de 2012 no encerramento dos Jogos Olímpicos de Verão de 2012, em Londres, como parte de uma mistura com "Spice Up Your Life".

## Impacto cultural
"No início da década de 1990, o movimento [de direitos civis] das mulheres parecia morto para a corrente principal, como documentado em Backlash, de Susan Faludi. Poucas figuras da cultura pop abraçavam o termo feminista. O movimento punk underground conhecido como "Riot Grrrl" assustava qualquer um fora dele (o que era parte do seu objetivo), enquanto o single inovador de Alanis Morissette, "You Oughta Know" (1995), assustava ainda mais todo mundo. Então, no meio da década, as Spice Girls pegaram todo esse medo e tornaram o feminismo — popularizado como Girl Power — divertido. De repente, meninas normais, longe das salas de aula de Estudos da Mulheres, tiveram pelo menos uma ideia do que seria conhecido em círculos instáveis como Terceira onda do feminismo — liderado pelos membros da Geração X que pressionavam pela liberdade sexual e pelo respeito por atividades tradicionalmente "femininas", como maquiagem e moda, entre muitas outras".

— A editora Jennifer Keishin Armstrong discutindo o impacto de "Wannabe" em matéria para a Billboard.
Como single de estreia das Spice Girls, "Wannabe" foi creditado por catapulta-las para o estrelato global e inaugurar a "Spicemania" no final dos anos 1990. Críticos musicais notaram que a música e o vídeo que o acompanha, ambos agora considerados clássicos do pop, serviram como uma "maravilhosa introdução" para a carreira do grupo. Jon O'Brien, do periódico Metro, concluiu que: "Desde sua temática lírica sobre solidariedade feminina até seus refrões pop insanamente cativantes e promoções travessas, o líder das paradas mundiais resumiu tudo o que tornou o grupo tão fascinante no espaço de apenas dois minutos e 52 segundos". Lewis Corner, do Digital Spy, concordou, acrescentando: "É difícil imaginar qualquer outro artista pop conseguindo causar um impacto tão rápido e sem esforço novamente". Em 2014, um estudo da Universidade de Amsterdã com o Museu de Ciência e Indústria de Manchester descobriu que "Wannabe" era a música pop mais reconhecível e mais pegajosa dos últimos 60 anos. De acordo com tal estudo, a melodia simples e implacável da canção era a chave para seu sucesso, com o musicólogo Dr. John Ashley Burgoyne concluindo: "Eu descreveria a música como implacavelmente cativante. Não é que ela tem um refrão presente por si. É a que é engenhosamente composta".
A faixa também foi creditada por trazer mudanças ao cenário musical, fazendo suas intérpretes tornarem-se pioneiras na ascensão do pop adolescente do final dos anos 1990 e início dos anos 2000 ao lado de artistas como Backstreet Boys, Britney Spears, Christina Aguilera e NSYNC. O surgimento da canção trouxe uma renovação sonora ao mercado como Robert Copsey, editor da Official Charts Company, observou: "Não havia mais nada parecido com o "Wannabe" nas rádios durante o verão de 1996. O rock e a música dance dominavam as ondas de rádio e as paradas há algum tempo por naquele ponto". O jornalista Robert Copsey disse à BBC News; "As Spice Girls atacaram no momento certo com "Wannabe"; uma música pop corajosa, entusiasmada e desavergonhada que todos desejávamos, mesmo sem perceber". Com a faixa e o sucesso que se seguiu, as Spice Girls foram creditadas por abrir caminho para outros grupos femininos e cantoras pop que vieram depois delas; Conforme a periodista Seija Rankin, do E! Online, destacou; "'Wannabe' abriu caminho para as bandas de garotas do início dos anos 2000. Depois que o "home run" arrecadou milhões de dólares, executivos de gravadoras e empresários de todos os lugares correram para recriar a magia. Então, agora, B*Witched, Dream e All Saints sabem a quem agradecer. [...] Afinal, não existiria Fifth Harmony sem o sucesso das Spice Girls. De nada, Taylor Swift". Ao contrário de grupos femininos anteriores, como as Andrews Sisters, cujo mercado-alvo eram homens compradores de discos, as Spice Girls tinham como alvo uma base de fãs jovens do gênero feminino. Dessa forma, Tara Joshi, da revista Vice, notou que o sucesso da canção movimentou as paradas musicais do Reino Unido, que estavam sendo "saturadas por rapazes do Britpop ou por boy bands como Take That e East 17. [...] Com sua abordagem mais simplista e identificável do pop alegre, as Spice Girls pareciam um antídoto na hora certa". Completando, que, enquanto "as boy bands foram criadas para cantar para as meninas, as Spice Girls cantavam com elas".
"Wannabe" foi saudado como um hino de empoderamento feminino. O portal Old Time Music apontou que "em seu cerne está uma mensagem feminista que incentiva as mulheres a terem orgulho de quem são e do que desejam. O refrão da música é um apelo à ação, exortando as mulheres a não comprometerem suas amizades ou seus valores pelo bem de um homem. Essa ideia é reforçada pelo videoclipe, que mostra as Spice Girls se divertindo e apoiando umas às outras, ao invés de competirem por eles". Na revista Elle, Ilana Kaplan sentiu que "foi uma declaração de autoconfiança voltada para o olhar masculino: "Se você quer ser meu amante, você tem que se dar com meus amigos". As palavras, embora cativantes, não eram revolucionárias, mas tornaram-se parte de um pacote de mídia meticulosamente elaborado". A editora escreveu também que as "Spice Girls estavam transmitindo a mensagem de uma forma acessível – pregando a libertação sexual, abraçando a individualidade e apoiando inabalavelmente a amizade feminina". Compartilhando a opinião de Kaplan, Maddy Foley, periodista da Bustle, apontou que o referido trecho representava que "qualquer pessoa que eu escolher namorar ou se relacionar tem que ser legal com meus amigos. Se não, é um rompimento do acordo. Uma pedra angular da imagem das Spice Girls era a amizade feminina positiva, solidária e não competitiva, um tema que muitas vezes falta na música popular. É uma lição muito importante para aprender e os ideais das Spice Girls tinham isso de sobra".
Lauren Bravo, do Metro, completa considerando: "Embora a maior parte da música pop mainstream fosse (e ainda seja) sobre amor — amor bobo e machucado —, a delas era mais frequentemente sobre diversão, ambição, colocar suas amizades em primeiro lugar e conseguir o que você realmente quer". A Billboard ressalta que, para aquela geração, o refrão da obra agiu como "um grito de guerra de libertação da síndrome da boa menina: [...] Algo que as fizeram até abraçarem a palavra "feminismo" em um momento em que era arriscado fazer isso". A revista também destacou que muito antes de Beyoncé trazer em seu álbum autoititulado um discurso feminista da autora Chimamanda Ngozi Adichie, as Spice Girls já haviam difundido ideias similares com "Wannabe" em 1996. Em uma entrevista, a cantora Rita Ora expressou: "Eu me lembro de ouvir "Wannabe" no rádio e de imediatamente me apaixonar pela música. Ver mulheres que incentivavam outras a fazerem o mesmo sucesso que os rapazes, ou até mais, me inspirou demais quando eu era criança". Em seu artigo, Joshi ainda questionou; "Sem "Wannabe", poderia facilmente ter havido uma Britney bancando a garota tímida da casa ao lado sem Baby Spice? E quanto a Christina, Sugababes e – mais importante –, Destiny's Child? O espaço para o foco desta última em "Independent Women" (2000) foi indiscutivelmente aberto pelo Girl Power". Em 2016, a campanha #WhatIReallyReallyWant promovida pela Assembleia Geral das Nações Unidas como parte da meta Objetivos de Desenvolvimento Sustentável re-criou um videoclipe para "Wannabe" com intuito de destacar os problemas de desigualdade de gênero enfrentados por mulheres em todo o mundo. O vídeo foi lançado no YouTube e exibido internacionalmente nos cinemas.

### Regravações
Desde seu lançamento, "Wannabe" foi regravado e incluído em álbuns de vários artistas musicais. Em 1998, a dupla estadunidense Lounge-O-Leers realizou a canção em uma versão kitsch e inspirada no lounge para seu material de estreia, Experiment in Terror. O produtor britânico de música eletrônica µ-Ziq interpretou o tema para seu quarto disco, Lunatic Harness. O London Double Bass Sound gravou-a em uma versão instrumental em 1999, um remix em ritmo dance foi gravado por Jan Stevens, Denise Nejame e Sybersound para o projeto Sybersound Dance Mixes, Vol. 2 (1997), enquanto uma versão eletrônica foi gravada pelas Street Girls para o disco The World of Hits of the 80's (2005). Em 1999, "Weird Al" Yankovic usou a composição em uma mistura com "Polka Power!", para seu décimo álbum, Running with Scissors. Regravações da faixa em estilo punk rock incluem as bandas Snuff para seu EP Schminkie Minkie Pinkie (1998), a holandesa Heideroosjes para seu álbum Schizo (1999) e a estadunidense Zebrahead para seu EP Waste of MFZB (2004). Em 2013, as cantoras brasileiras MC Mayara, MC Mercenária, MC Baby Liss e DZ MC lançaram uma versão em português da música em estílo funk carioca, chamada "Mereço Muito Mais", e um videoclipe inspirado no original. O single "Spicy" (2019), gravado por Diplo, Herve Pagez e Charli XCX, é uma reformulação de "Wannabe".
"Wannabe" também foi regravado em shows ao vivo por vários artistas, incluindo a dupla australiana the Veronicas, as bandas estadunidenses Foo Fighters e DNCE, bem como a cantora filipina Regine Velasquez. O grupo feminino sul-coreano Girls' Generation fez um re-interpretação da música no popular programa de rádio do país, Super Junior Kiss the Radio, em 2009 e a cantou ao vivo no programa de televisão Kim Jung-eun's Chocolate em 2010. Em 2013 outro grupo feminino, o estadunidense, Fifth Harmony se vestiu como as Spice Girls para o Halloween e cantou "Wannabe" em um concerto em Nova Iorque. A performance também foi publicada em seu canal oficial no YouTube. Em abril de 2017, a banda indie punk The Tuts gravou e filmou um videoclipe para sua versão de "Wannabe". A atriz americana Eva Longoria realizou uma leitura dramática e cômica da obra em homenagem ao 20.º aniversário do disco Spice. Em julho de 2017, para celebrar o 21.º aniversário de "Wannabe", a revista W pediu que várias celebridades o interpretassem, incluindo Nicole Kidman, James Franco, Riz Ahmed, Milo Ventimiglia, Millie Bobby Brown e Keri Russell. O grupo feminino brasileiro BFF Girls fizeram uma releitura do tema, cujo vídeo da performance foi publicado em seu canal no YouTube em 7 de novembro de 2018.

### Uso na mídia
"Wannabe" também foi utilizado em vários programas de TV. As personagens Brittany (Heather Morris), Tina (Jenna Ushkowitz), Marley (Melissa Benoist), Kitty (Becca Tobin) e Unique (Alex Newell) se fantasiaram com figurinos semelhantes ao das componentes do grupo e cantaram a música no 17.º episódio da quarta temporada de Glee. Em 2015, a música foi cantada por Ed Helms e Muppets no quarto episódio da primeira temporada da série The Muppets. O personagem Peter Griffin a executou no episódio "The New Adventures of Old Tom", da série de animação Family Guy. O elenco de Fuller House, da Netflix, também cantou-a no último capítulo da primeira temporada, "Love Is in the Air". Ao lado de outra música das Spice Girls, "Say You'll Be There", "Wannabe" foi utilizado, com letra revisada, no segundo episódio da 41.ª temporada do Saturday Night Live pela apresentadora Amy Schumer e pelos membros do elenco Cecily Strong e Taran Killam.
Em três episódios da série animada, Os Simpsons, da Fox, a composição também foi utilizada; o personagem Homer Simpson cantou-a nos episódios "Maximum Homerdrive" e "Fraudcast News", e por Ralph Wiggum no episódio "How the Test Was Won". O final da quarta temporada de One Tree Hill (2007) apresentou as personagens femininas dançando em grupo ao som da música. Também foi utilizado no trailer do filme Excess Baggage (1997). Em 3 de outubro de 2012, Halliwell cantou o tema sozinha durante um evento realizado para o tratamento do câncer de mama. A obra original também foi adcionada a trilha sonoras oficiais de produções cinematográficas, tais como Sleepover (2004), Chicken Little (2005) e Madagascar 3: Europe's Most Wanted (2012).

## Faixas e formatos
| - CD single australiano / brasileiro / europeu / japonês 1. "Wannabe" (Radio Edit) – 2:52 2. "Bumper to Bumper" – 3:43 3. "Wannabe" (Vocal Slam) – 6:20 - CD single britânico 1. "Wannabe" (Radio Edit) – 2:52 2. "Wannabe" (Dave Way Alternative Mix) – 3:27 3. "Wannabe" (Dub Slam) – 6:25 4. "Wannabe" (Instrumental) – 2:52 - CD single estadunidense / europeu 1. "Wannabe" (Single Edit) – 2:52 2. "Bumper to Bumper" – 3:43 - Fita cassete britânica / australiana 1. "Wannabe" (Radio Edit) – 2:52 2. "Bumper to Bumper" – 3:43 3. "Wannabe" (Vocal Slam) – 6:20 - Vinil de 12 polegadas europeu 1. A1 "Wannabe" (Vocal Slam) – 6:20 2. B1 "Wannabe" (Dub Slam) – 6:25 3. B2 "Wannabe" (Instrumental Slam) – 6:20 | - Vinil de 12 polegadas estadunidense 1. A1: "Wannabe" (Junior Vasquez 12" Club Mix) – 9:20 2. A2: "Wannabe" (Vocal Slam) – 6:20 3. B1: "Wannabe" (Junior Vasquez Club Dub) – 9:20 4. B2: "Wannabe" (Dub Slam) – 6:25 5. B3: "Wannabe" (Single Edit) – 2:52 - EP digital 1. "Wannabe" (Radio Edit) – 2:54 2. "Bumper to Bumper" – 3:42 3. "Wannabe" (Motiv 8 Dubslam Mix) – 6:25 4. "Wannabe" (Motiv 8 Vocal Slam Mix) – 6:21 5. "Wannabe" (Dave Way Alternative Mix) – 3:25 6. "Wannabe" (Instrumental) – 2:52 - EP Wannabe 25 1. "Wannabe" – 2:56 2. "Wannabe" (Junior Vasquez Remix Edit)) – 5:57 3. "Wannabe" (Demo) – 2:58 4. "Feed Your Love" – 5:13 |

## Créditos
Lista-se abaixo todos os profissionais envolvidos na elaboração de "Wannabe", de acordo com o encarte do CD single:
| - Spice Girls: composição, vocais principais - Matt Rowe: composição, produção musical, teclados e programação - Richard Stannard: composição, produção musical, teclados e programação | - Mark "Spike" Stent: mixagem - Adrian Bushby: engenharia de áudio - Patrick McGovern: assistência de estúdio |

## Desempenho comercial

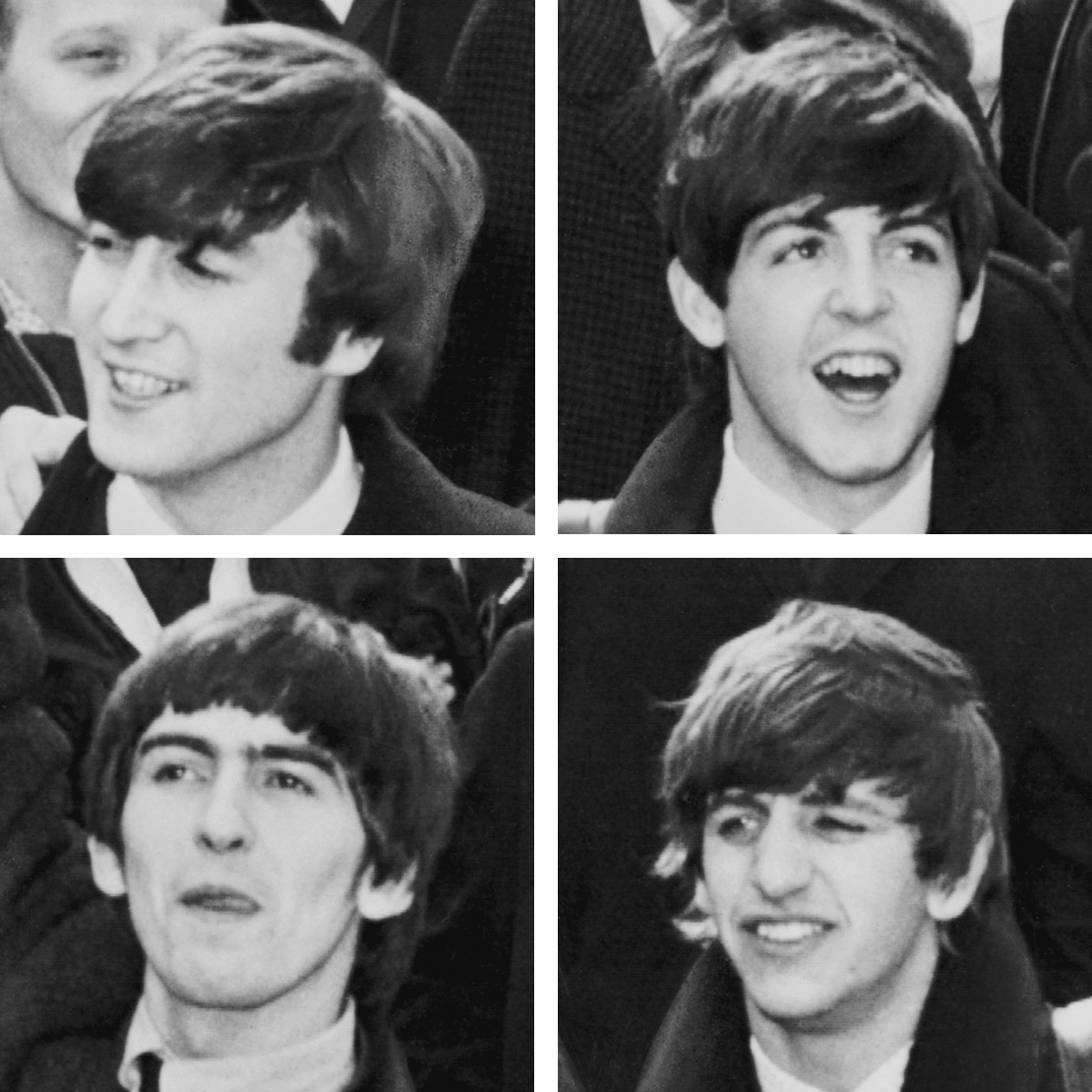
"Wannabe" deram as Spice Girls o recorde de maior estreia para um artista britânico na tabela Billboard Hot 100 até então, batendo o recorde anterior de "I Want to Hold Your Hand", dos Beatles (imagem).

"Wannabe" debutou no terceiro lugar da UK Singles Chart, seis dias depois de seu lançamento físico, e subiu para o número um na semana seguinte. Ele passou sete atualizações no topo, a segunda estadia mais longa por um grupo só de mulheres, atrás apenas de "Stay" (1992), da Shakespears Sister. Com dezoito edições entre os 40 primeiros colocados e vinte e seis semanas entre os 75 primeiros, tornou-se o segundo tema mais bem sucedido do ano na tabela. Consequentemente, a composição foi reconhecida com uma certificação de platina quádrupla pela British Phonographic Industry e, de acordo com a The Official Charts Company, já havia vendido mais de 1 milhão e 38 mil cópias até novembro de 2012, o que o torna o single mais vendido por um grupo feminino em território britânico. Ao redor da Europa, conseguiu atingir o comando das tabelas de países como Alemanha, Áustria, Dinamarca, Espanha, e Irlanda; consequentemente, alcançou o cume da Eurochart Hot 100, onde permaneceu por nove atualizações consecutivas, quando foi substituído pelo segundo single do grupo, "Say You'll Be There". Na Oceania, nomeadamente na Austrália, estreou no número 74 em 25 de agosto de 1996. Posteriormente, galgou até o ápice dos ARIA Charts, onde manteve-se por onze atualizações. Veio a encerrar o ano como a 5.ª mais bem sucedida no gráfico. Na Nova Zelândia, debutou em 1 de setembro de 1996 no número trinta e oito, chegando ao posto máximo após dez semanas. Esteve por uma edição no topo e dezessete consecutivas entre os dez primeiros colocados. "Wannabe" também liderou as paradas musicais em Hong Kong e Israel.
Obteve um desempenho similar no continente americano. Em solo estadunidense, a música estreou no número onze da Billboard Hot 100 em 25 de janeiro de 1997. Na época, esta foi a maior estréia de todos os tempos por artista britânico, batendo o recorde anterior de "I Want to Hold Your Hand" (1963), dos Beatles, no número doze. Chegou ao topo da tabela em sua quinta semana, e permaneceu lá por quatro semanas consecutivas enquanto, simultaneamente, o quarto single do grupo, "Mama"/"Who Do You Think You Are", estava em primeiro lugar no Reino Unido. A faixa ainda obteve a primeirra ocupação da genérica Rhythmic Songs, o quarto posto na Pop Songs e o nono na Latin Pop Airplay, chegando aos vinte primeiros no Hot Dance Club Play. No total, foram adquiridas mais de 1 milhão e 800 mil cópias da composição no território até janeiro de 1998. Foi certificado como platina pela Recording Industry Association of America (RIAA), reconhecendo vendas de mais de um milhão de cópias por lá. No Canadá, estreou na octogésima nona posição da parada de singles RPM na semana que se inicia em 16 de dezembro de 1996, um mês inteiro antes de chegar às paradas dos EUA. Atingiu a 9.ª em sua oitava semana, e terminou em em 8.° na contagem de fim de ano. Paralelamente, a obra teve melhor desempenho na parada dance/urbanas, onde alcançou o topo por três semanas e foi a de maior sucesso em 1996.
| País — Tabela musical (1996–2008)    | Posição de pico |
| ------------------------------------ | --------------- |
| Alemanha (GfK Entertainment Charts)  | 1               |
| Austrália (ARIA Charts)              | 1               |
| Áustria (Ö3 Austria Top 40)          | 2               |
| Bélgica (Ultratop 50 de Flanders)    | 1               |
| Bélgica (Ultratop 40 da Valônia)     | 1               |
| Canadá (RPM Singles Chart)           | 9               |
| Canadá (RPM Dance/Urban)             | 1               |
| Dinamarca (Tracklisten)              | 1               |
| Espanha (Musica e dischi)            | 1               |
| Estados Unidos (Adult Top 40)        | 27              |
| Estados Unidos (Billboard Hot 100)   | 1               |
| Estados Unidos (Hot Dance Club Play) | 15              |
| Estados Unidos (Latin Pop Airplay)   | 9               |
| Estados Unidos (Pop Songs)           | 4               |
| Estados Unidos (Rhythmic Songs)      | 1               |
| Europa (European Hot 100 Singles)    | 1               |
| Finlândia (IFPI Finlândia)           | 1               |
| França (SNEP)                        | 1               |
| Hungria (MAHASZ)                     | 1               |
| Hong Kong (IFPI Hong Kong Group)     | 1               |
| Islândia (Íslenski Listinn Topp 40)  | 11              |
| Irlanda (Musica e dischi)            | 1               |
| Israel (Media Forest)                | 1               |
| Itália (Musica e dischi)             | 4               |
| Japão (Oricon)                       | 50              |
| Noruega (VG-lista)                   | 1               |
| Nova Zelândia (Recorded Music NZ)    | 1               |
| Países Baixos (Dutch Charts)         | 1               |
| Reino Unido (UK Singles Chart)       | 1               |
| República Checa (IFPI CZ)            | 2               |
| Suécia (Sverigetopplistan)           | 1               |
| Suíça (Schweizer Hitparade)          | 1               |
| Taiwan (IFPI)                        | 10              |

| País — Tabela musical (1996)        | Posição |
| ----------------------------------- | ------- |
| Alemanha (GfK Entertainment Charts) | 10      |
| Austrália (ARIA Charts)             | 5       |
| Áustria (Ö3 Austria Top 40)         | 19      |
| Bélgica (Ultratop 50 de Flandres)   | 12      |
| Bélgica (Ultratop 40 de Valônia)    | 11      |
| França (SNEP)                       | 6       |
| Islândia (Íslenski Listinn Topp 40) | 63      |
| Países Baixos (Dutch Charts)        | 11      |
| Reino Unido (UK Singles Chart)      | 2       |
| Suécia (Sverigetopplistan)          | 10      |
| Suíça (Schweizer Hitparade)         | 18      |
| País — Tabela musical (1997)        | Posição |
| Austrália (ARIA Charts)             | 61      |
| Canadá (RPM Singles Chart)          | 68      |
| Canadá (RPM Dance Singles Chart)    | 1       |
| Estados Unidos (Billboard Hot 100)  | 10      |

| País — Tabela musical (1990–99) | Posição |
| ------------------------------- | ------- |
| Reino Unido (UK Singles Chart)  | 40      |

| Região | Certificação | Vendas     |
| --- | ------------ | ---------- |
| Alemanha (BVMI) | Platina      | 500 000‡   |
| Austrália (ARIA) | 2x Platina   | 140 000^   |
| Bélgica (BEA) | Ouro         | 25 000*    |
| Dinamarca (IFPI Dinamarca) | Ouro         | 45 000‡    |
| Estados Unidos (RIAA) | Platina      | 2 910 000  |
| França (SNEP) | Diamante     | 750 000*   |
| Itália (FIMI) | Ouro         | 25 000‡    |
| Japão (RIAJ) | Ouro         | 100 000^   |
| Noruega (IFPI Noruega) | Platina      | 10 000*    |
| Nova Zelândia (RIANZ) | Platina      | 10 000*    |
| Países Baixos (NVPI) | Ouro         | 50 000^    |
| Reino Unido (BPI) | 3× Platina   | 2 400 000‡ |
| Suécia (IFPI Suécia) | Ouro         | 15 000^    |
| Suíça (IFPI Suíça) | Ouro         | 25 000^    |
| *números de vendas baseados somente na certificação ^distribuições baseadas apenas na certificação ‡vendas+valores de streaming baseados somente na certificação |              |            |

## Histórico de lançamento
| Região         | Versão          | Data                 | Formato                    | Gravadora(s) | Ref.            |
| -------------- | --------------- | -------------------- | -------------------------- | ------------ | --------------- |
| Japão          | "Wannabe"       | 26 de junho de 1996  | Maxi single                | Toshiba EMI  | [ 40 ]          |
| França         | "Wannabe"       | 1 de julho de 1996   | CD maxi single             | EMI          | [ 231 ] [ 232 ] |
| Alemanha       | "Wannabe"       | 1 de julho de 1996   | CD maxi single             | EMI          | [ 233 ]         |
| Reino Unido    | "Wannabe"       | 8 de julho de 1996   | Cassete CD                 | Virgin       | [ 41 ] [ 42 ]   |
| Reino Unido    | "Wannabe"       | 15 de julho de 1996  | Maxi single                | Virgin       | [ 234 ]         |
| Austrália      | "Wannabe"       | 19 de julho de 1996  | Cassete maxi single        | EMI          | [ 235 ] [ 236 ] |
| Estados Unidos | "Wannabe"       | 7 de janeiro de 1997 | Vinil cassete CD           | Virgin       | [ 237 ]         |
| Vários         | Wannabe 25 (EP) | 9 de julho de 2021   | Download digital streaming | UM e Virgin  | [ 155 ]         |
| Vários         | Wannabe 25 (EP) | 27 de agosto de 2021 | Vinil cassete              | UM e Virgin  | [ 155 ]         |